# Байрак (Харьковский район)
Байра́к (укр. Байрак) — село,
Кулиничёвский поселковый совет,
Харьковский район,
Харьковская область.
Код КОАТУУ — 6325157302. Население по переписи 2001 года составляет 77 (32/45 м/ж) человек.

## Географическое положение
Село Байрак находится у истока Бобровки, левого притока реки Харьков, на расстоянии в 2 км от сёл Бобровка, Кутузовка и Момотово;
в 5-и км расположена граница города Харьков.
Рядом проходит автомобильная дорога Т-2104.

## История
- 1923 — дата присвоения статуса села.
- В  1940 году, перед ВОВ, в селе Байрак, располагавшемся у истока реки Бобровка (река), было 34 двора, фруктовый сад и колхоз.[1]

## Происхождение названия
Слово байрак происходит от тюркского «балка»; так обычно называется сухой, неглубоко взрезанный овраг, зачастую зарастающий травой либо широколиственным лесом.
Слово байрак распространено на юге Европейской части СССР, в лесостепной и степной зоне. От названия «байрак» происходит название байрачных лесов, где растут обычно следующие породы деревьев — дуб, клён, вяз, ясень, липа.
На территории современной Украины имеются миниум 19 сёл с названием Байрак, из них шесть - в Харьковской области.